# 雷義
雷義（公元90年？—150年？），生死时间不祥。但据雷晓毛于2024年推算：仲公与汉顺帝刘保公元115-144年为同一时代人，但出生应该早20年左右即公元90年，寿命应该超过60岁，辞世约在公元150年），字仲公，東漢豫章鄱陽（今江西省南昌市）人，曾任南頓令，以與其同學陳重的「膠漆之交」而聞名。

## 生平
雷義原先任郡功曹，曾提拔、推舉善人，但雷義不居功。也曾經救了一個犯死罪的人，該位罪人用二斤的金子（或說黃金，亦可能是黃銅）來酬謝雷義，雷義不接受。罪人趁雷義不在時去他家拜訪，偷偷地將金藏放在天花板上。雷義後來修理房屋時才發現這筆金子，由於罪人已經死了，無法送還，雷義於是將金子交給縣府。
雷義與陳重是好友，兩人一起學習《魯詩》、《顏氏公羊春秋》。太守張雲推舉陳重為孝廉，但陳重想要把孝廉的缺讓給雷義，前後寫了十幾封信給張雲，張雲都不聽從。次年張雲推舉雷義為孝廉，後來陳重與張雲在同一個衙門當郎官。
雷義被任命為尚書侍郎後，有位同事因犯罪應受刑罰，雷義暗自上奏朝廷，承擔這個罪，因此被司寇論罪。同一個衙門的郎官發現後，辭官上書為他贖罪。漢順帝下詔免去所有罪罰。
雷義回到家鄉後，被推舉為茂才，雷義又想把茂才的缺讓給陳重，刺史不肯答應，雷義佯狂，披頭散髮逃走，不願接受任命。鄉里的人們因此事說：「膠漆自謂堅，不如雷與陳。」後來三公的幕府同時都徵召雷義與陳重。雷義被任命為代理灌謁者。持節督察郡國以巡查當地的風俗，太守與縣令被查獲罪行的共有七十人。不久，遷為侍御史，後又改任南頓縣縣令，在任內逝世。雷義的兒子雷授，官至蒼梧太守。

## 延伸阅读
[在维基数据编辑]
 《後漢書/卷81》，出自范晔《後漢書》